# Nurocyon
Nurocyon вимерлий представник родини псових з пліоцену Монголії. Nurocyon chonokhariensis — єдиний вид у цьому роді. Зуби Nurocyon демонструють пристосування до всеїдної дієти, порівнянну з єнотом (Nyctereutes procyonoides). Загальна структура черепа і зубних рядів Nurocyon є проміжними між живим родом Canis і більш примітивним Eucyon.